# Piste de bobsleigh, luge et skeleton d'Oberhof

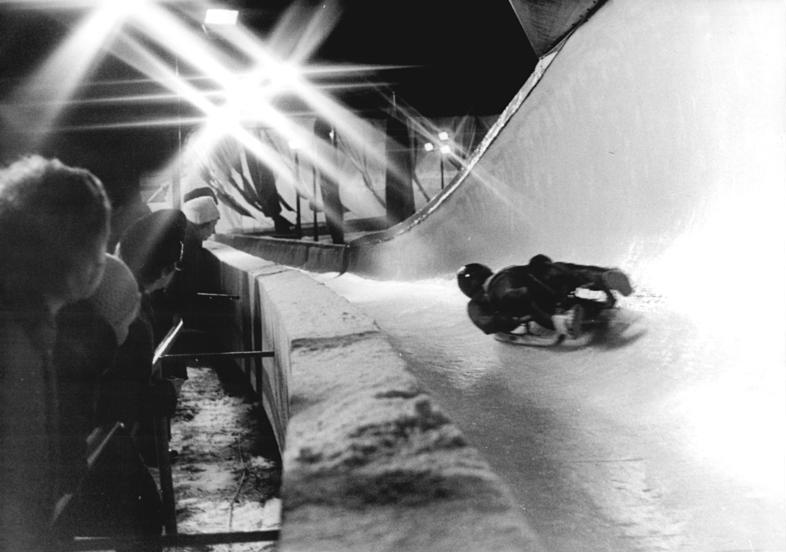
Lugeur sur la piste d'Oberhof en 1975.

La piste de bobsleigh, luge et skeleton d'Oberhof est une piste de bobsleigh, luge et skeleton située à Oberhof (Allemagne).

## Histoire
Oberhof est l'hôte d'activités de glisse depuis 1905, essentiellement de bobsleigh. Elle accueille les championnats du monde de bob à 2 en 1931. Après la Seconde Guerre mondiale, Oberhof est rattaché à l'Allemagne de l'Est. Dans les années 1960, le gouvernement est-allemand décide de se doter d'une piste artificiellement réfrigérée en béton armé pour ses lugeurs qui dominent la discipline. Il choisit le site de Friedrichroda mais est annulé deux années plus tard. Devant le succès de la piste de Kônigssee, terminée en 1968, il est décidé en 1969 d'investir sur le site d'Oberhof d'une piste moderne.  Celle-ci est terminée en 1971 et accueille depuis de nombreuses compétitions de luge, bobsleigh et skeleton.

## Statistiques
| Sport                                            | Distance de la piste | Nombre de virages |
| ------------------------------------------------ | -------------------- | ----------------- |
| Bobsleigh, skeleton - Hommes & luge - hommes     | 1069                 | 14                |
| Luge - Femmes & double-hommes, skeleton - Femmes | 945                  | 11                |

Track map.

Entre l'aire de départ et l'aire d'arrivée, la différence d'altitude est de 96 mètres pour le bob et skeleton.

## Grands évènements accueillis
Les différentes grandes compétitions qu'a accueilli Oberhof furent :
- Les championnats du monde de luge : 1973, 1985 et 2008.